# Jacó
Jacó es un distrito y ciudad cabecera del cantón de Garabito, en la provincia de Puntarenas de Costa Rica, así como una región turística en la costa del Pacífico Central de Costa Rica, en las afueras del Golfo de Nicoya.

## Historia
Jacó es de fundación reciente (mediados del siglo XX), aunque la zona estuvo habitada desde la Época precolombina por nativos de la etnia huetar, asentados en poblados dispersos; a inicios de la Conquista el cacique principal fue Garabito, quien dio origen al nombre del cantón. El descubridor de la región fue don Gil González Dávila, en el año de 1522, cuando realizó el primer recorrido del territorio nacional, desde el sector sureste del mismo hasta el poblado indígena de Avancari (hoy Abangaritos, cantón de Puntarenas).
En ley n.º 20 del 18 de octubre de 1915, sobre división territorial para efectos administrativos los caseríos Las Agujas, Tárcoles, Pigres, Las Mantas y Herradura formaron parte del distrito primero del cantón de Puntarenas, sin que se hiciera aún mención a la existencia de Jacó. 
En 1927 se inauguró la escuela con el nombre de Mixta de Jacó en la segunda administración de don Ricardo Jiménez Oreamuno. 
La iglesia católica se construyó en 1946.
No es sino hasta 50 años después de emitida la ley n.º 20 y mediante decreto ejecutivo n.º 15 (referente a la División Territorial Administrativa de la República) del 25 de febrero de 1965, que Jacó constituyó un caserío del distrito primero Puntarenas; en el mismo año, mediante ley n.º 3549 del 16 de septiembre, Jacó se convirtió en el distrito noveno del cantón de Puntarenas, cuya cabecera se fijó en el barrio Jacó. 
Durante el arzobispado de monseñor don Carlos Humberto Rodríguez Quirós cuarto arzobispo de Costa Rica, en el año de 1969, se erigió la parroquia, dedicada a la Inmaculada Concepción de María; la cual actualmente es sufragánea de la diócesis de Puntarenas de la provincia eclesiástica de Costa Rica, ya que forma parte de la Vicaría Costa.
En la segunda administración de don José Figueres Ferrer, el 26 de mayo de 1972, en decreto ejecutivo n.º 2347-G, sobre División Territorial Administrativa, se le otorgó el título de Villa al barrio de Jacó. En el gobierno de don Daniel Oduber Quirós se emitió el decreto ejecutivo n.º 4358-G del 6 de diciembre de 1974, que estableció el Concejo de Distrito de Jacó. 
La cañería se inauguró en 1976. La carretera denominada Pacífica Fernández Oreamuno (Ruta 34), que comunica al cantón con otras ciudades de la Región Pacífico Central, se abrió en 1978, en el gobierno de don Daniel Oduber Quirós.
Mediante la Ley n.º 6512 del 25 de septiembre de 1980, durante el gobierno de Rodrigo Carazo Odio, se creó el cantón de Garabito. En ese mismo acto legislativo, la entonces villa fue elevada a la categoría de ciudad, al convertirse en la cabecera de la nueva unidad administrativa.
El servicio de alumbrado eléctrico fue instalado en septiembre de 1981, también bajo la administración de Rodrigo Carazo Odio.
La primera sesión del Concejo Municipal de Garabito se celebró el 7 de mayo de 1982. Estuvo integrado por los regidores propietarios Johanes Danker Daems (presidente), Carlos Alvarado Chaves (vicepresidente), Ulises Mora Delgado, Rafael Monge Monge y Carlos Luis Espinoza Jiménez. El Ejecutivo Municipal fue Hubert Madrigal Orozco, y la secretaria municipal fue Urania Ríos Quesada. 
En el 2016 la ciudad tuvo su primera y única ciudad hermana siendo esta Aurora de Colorado Estados Unidos por otro lado Aurora ganó su cuarta ciudad hermana siendo esta Jacó. 

## Geografía
El distrito de Jacó mide 140.41 km² y está situada a 72 kilómetros al sureste de Puntarenas y a 97 kilómetros al suroeste de San José, capital de la República. 

## Demografía
El distrito de Jacó concentra un 68% de la población total del cantón de Garabito. Según datos del censo nacional del 2011 Jacó contaba con 11 725 habitantes, siendo el distrito número 114 en cuanto a población del país, el séptimo más poblado de la Región Pacífico Central y el número 43 con más población fuera del Gran Área Metropolitana (GAM). El censo nacional del 2000, estimó la población de Jacó en 6371 habitantes, lo que indica un incremento de casi el doble en un lapso de 10 años, uno de los crecimientos demográficos más acelerados en la historia reciente de Costa Rica.
La comunidad de Jacó, así como las vecinas de Quebrada Ganado y Herradura, han experimentado en los últimos años una fuerte migración producto de múltiples proyectos turísticos, así como por la proliferación de nuevos restaurantes, tiendas, bares, condominios, hoteles, casinos y centros comerciales. La densidad poblacional media del distrito es de 83,51 hab/km² (2011), pero tiende a ser superior en las zonas costeras. 

Vista Las Palmas, es el edificio más alto de Jacó.

Debido a su característica de ciudad turística, la población itinerante tiene un peso demográfico muy notable. Los habitantes permanentes de la ciudad de Jacó suman alrededor de 10.000, pero tiende a aumentar en épocas de vacaciones o veraneo con turistas nacionales e internacionales que le dan un aspecto cosmopolita a su población.[cita requerida]

## Clima
Jacó se encuentra a una altitud de 7 metros sobre el nivel del mar, y el clima es normalmente cálido y húmedo, con una humedad relativa en torno al 80%, llegando a 90% en junio. 
La temperatura es alta y bastante uniforme a lo largo de todo el año: 24° a 32 °C durante el día y de 24° a 26 °C durante la noche. En la estación seca, lejos del mar, la temperatura puede alcanzar consistentemente los 35 °C o más. 

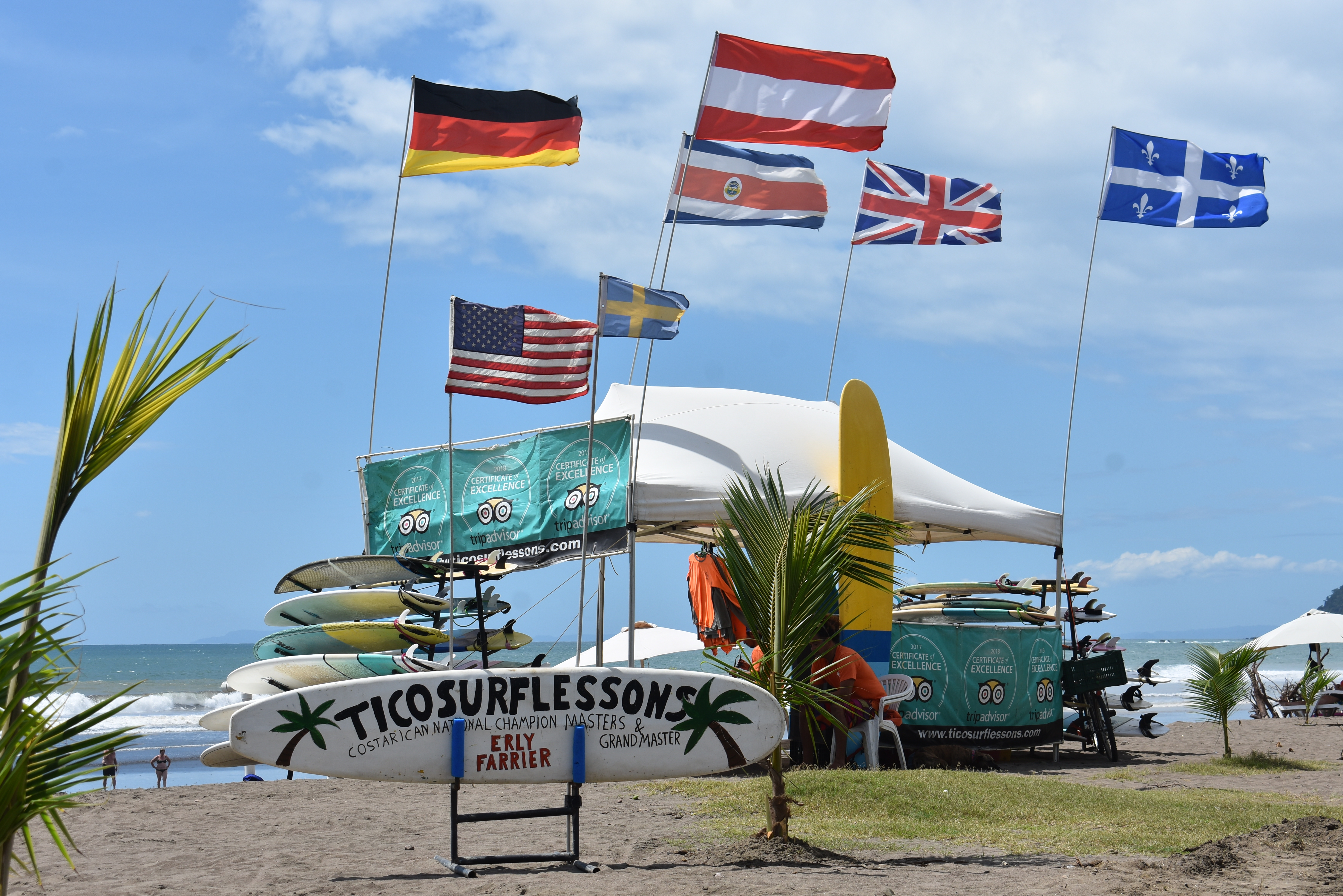
Playa Jacó, Costa Rica, donde se practica el deporte acuático del Surf.

Jacó se encuentra en una zona de clima tropical que se define principalmente por estaciones secas y húmedas muy diferenciadas. En términos generales, desde agosto hasta principios de diciembre el clima es húmedo, y a finales de diciembre hasta principios de abril el clima es seco; los meses restantes tienen períodos de lluvia irregulares.

## Economía y turismo
El cantón de Garabito es un importante polo de inversión extranjera, especialmente en cuanto a construcción de hoteles de playa. Está entre los 10 cantones costarricenses con mayor índice de desarrollo humano.

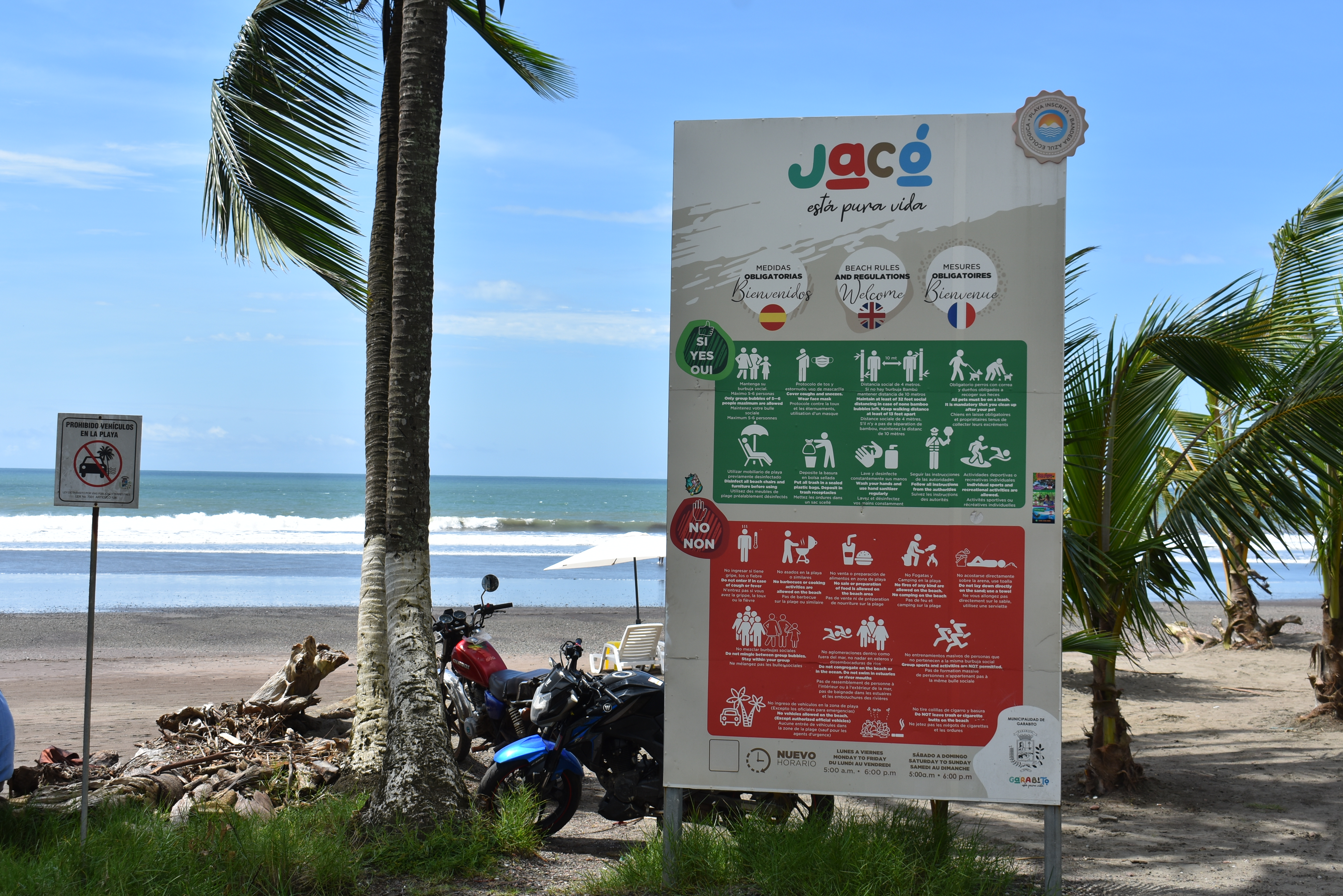
Acceso principal a Playa Jacó, Costa Rica.

La economía de Jacó se basa principalmente en el sector terciario, en especial en actividedes relacionadas al turismo, siendo ésta la que absorbe la mayor cantidad de ingresos.
Jacó tiene una playa que mide alrededor de 4 km de largo y ofrece algunos de los mejores puntos de surf en el país.

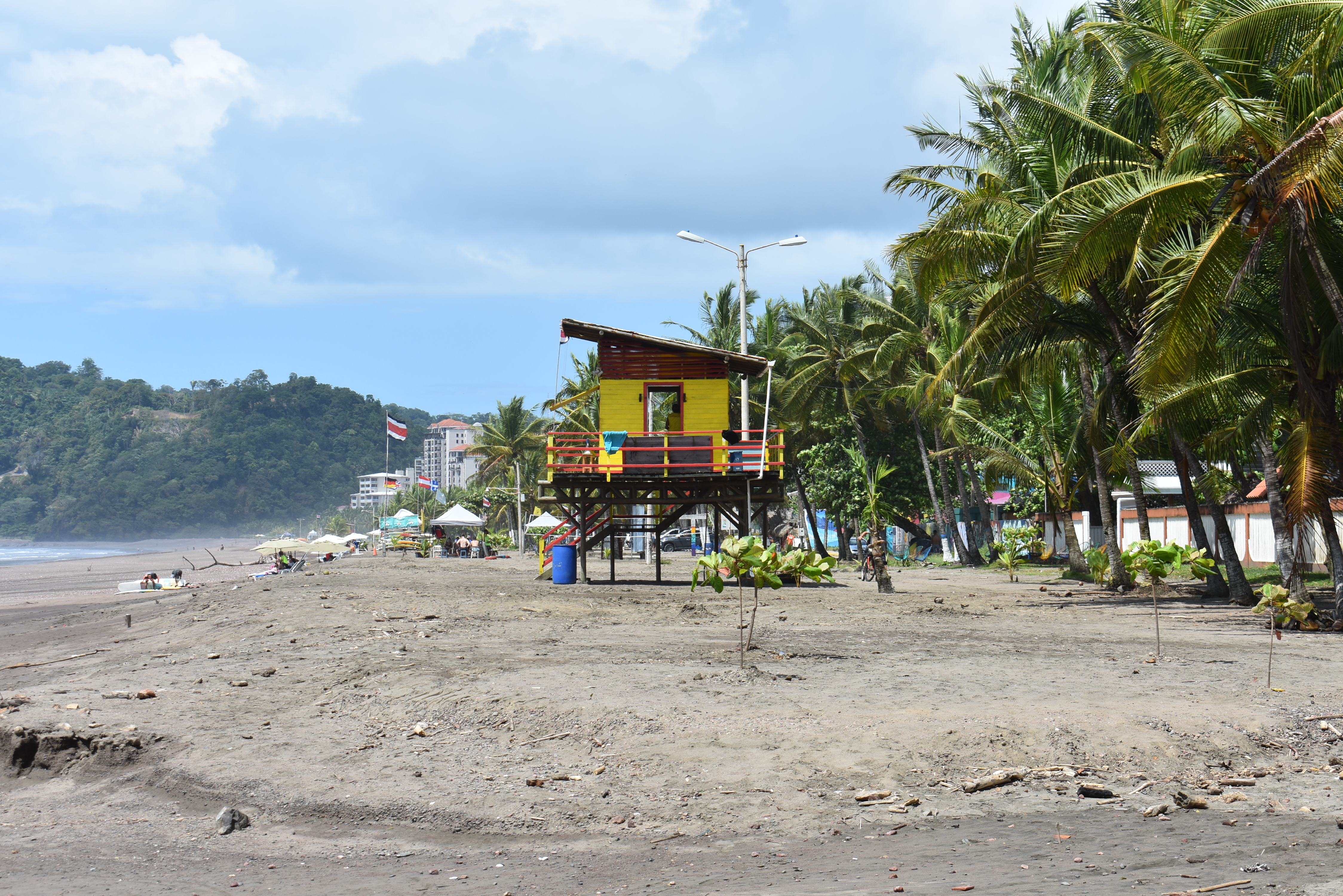
Vista lateral de Playa Jacó, Costa Rica.

La estrecha llanura costera presenta varias montañas, y es vecino de las playas de la Bahía de Herradura al norte y Playa Hermosa hacia el sur. A unos 15 kilómetros al norte de Jacó, se encuentra el Parque nacional Carara, reconocido por su fauna exuberante y densa selva tropical. Carara es el hogar de una de las poblaciones más grandes de lapas rojas que quedan en el país. A unos 5 minutos del centro se localiza también el parque temático Rainforest Adventures, el cual fue incluido recientemente en el Top Ten de viajes de aventura de NatGeo por sus atracciones y su aporte a la sostenibilidad del área.
El Refugio Nacional de Vida Silvestre Playa Hermosa es un área de protección de suma importancia para la flora y la fauna de la zona.

## Transporte

### Carreteras
Al distrito lo atraviesan las siguientes rutas nacionales de carretera:
- Ruta nacional 34

## Imágenes

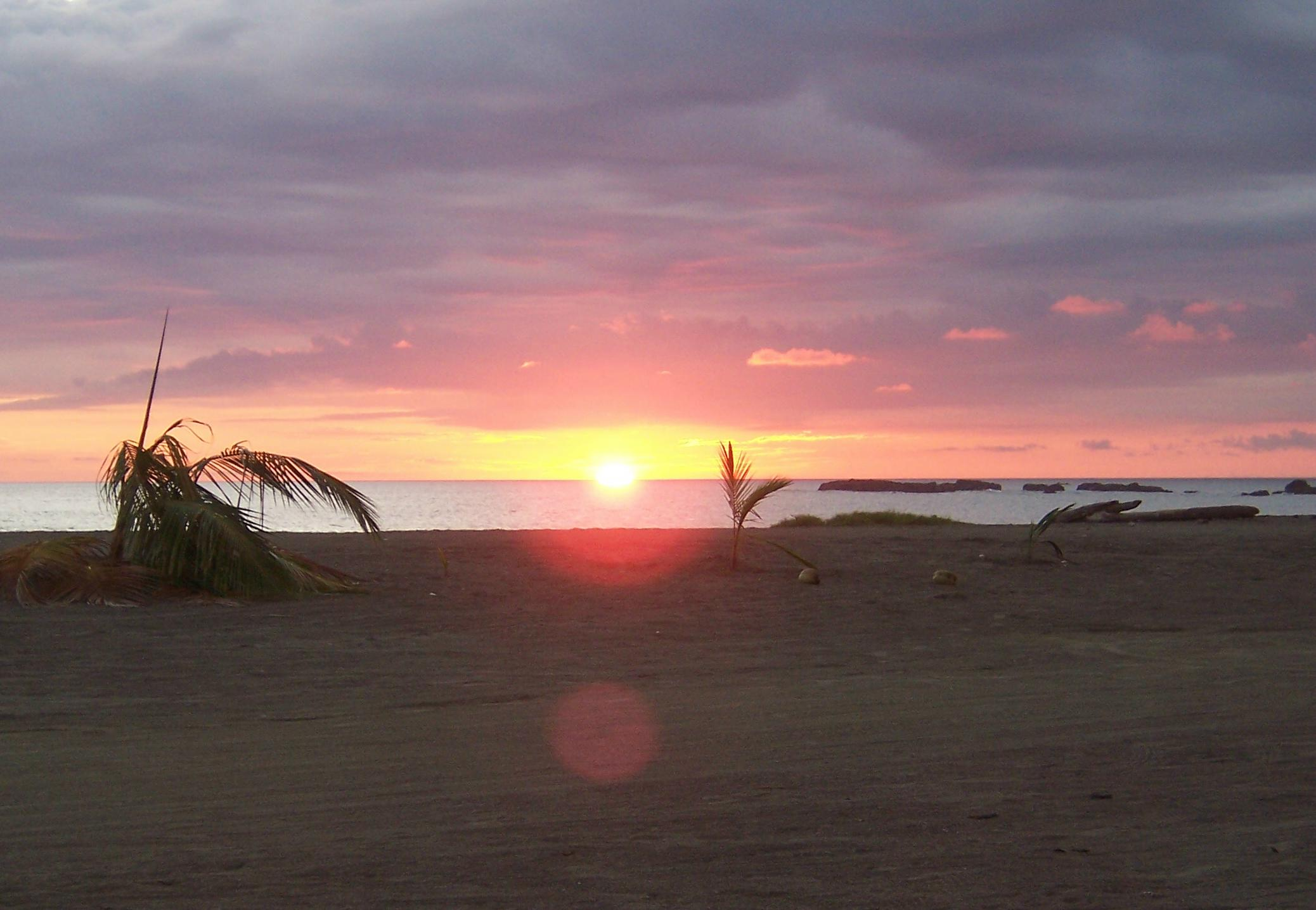
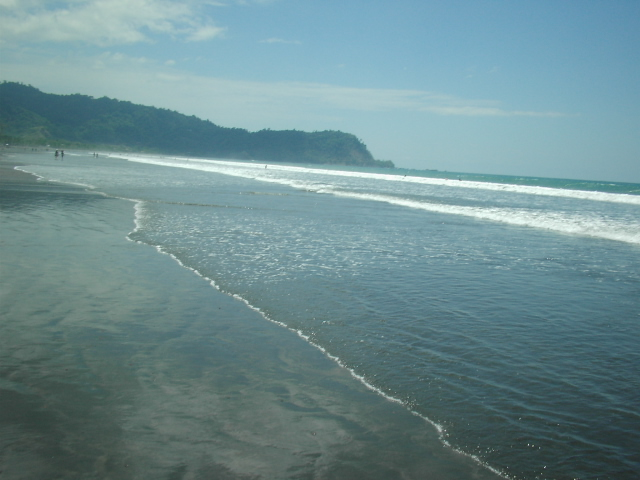
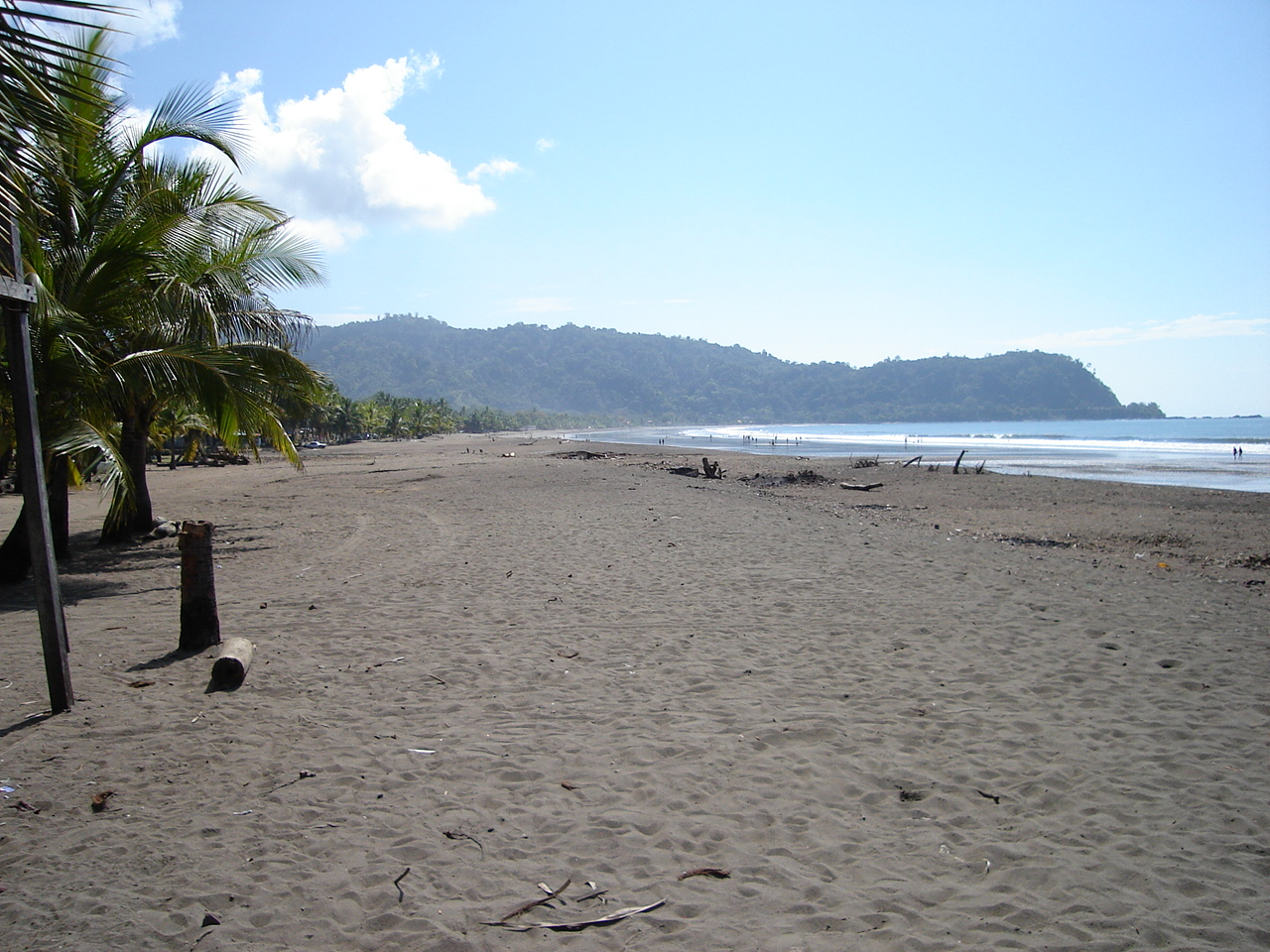
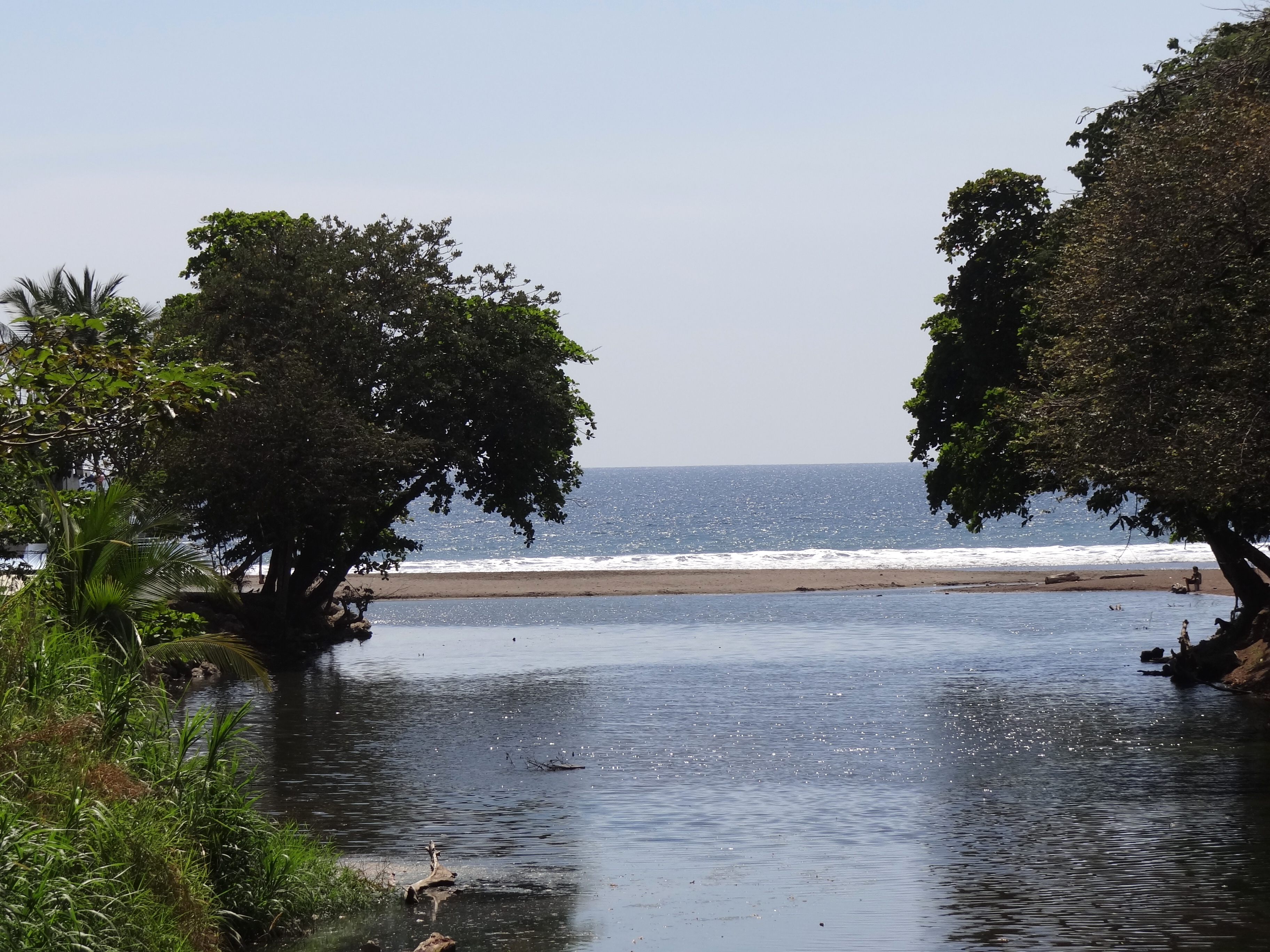
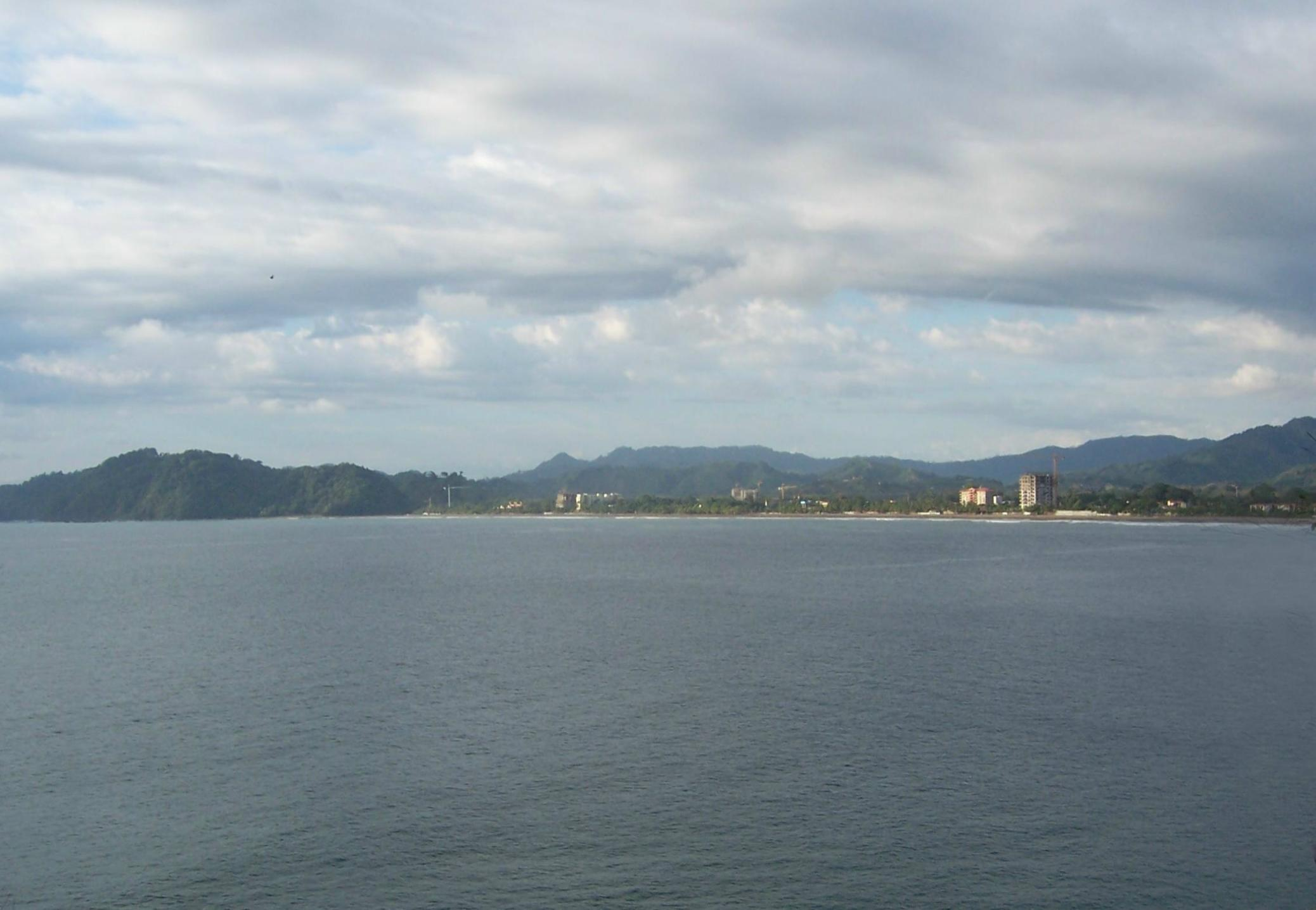
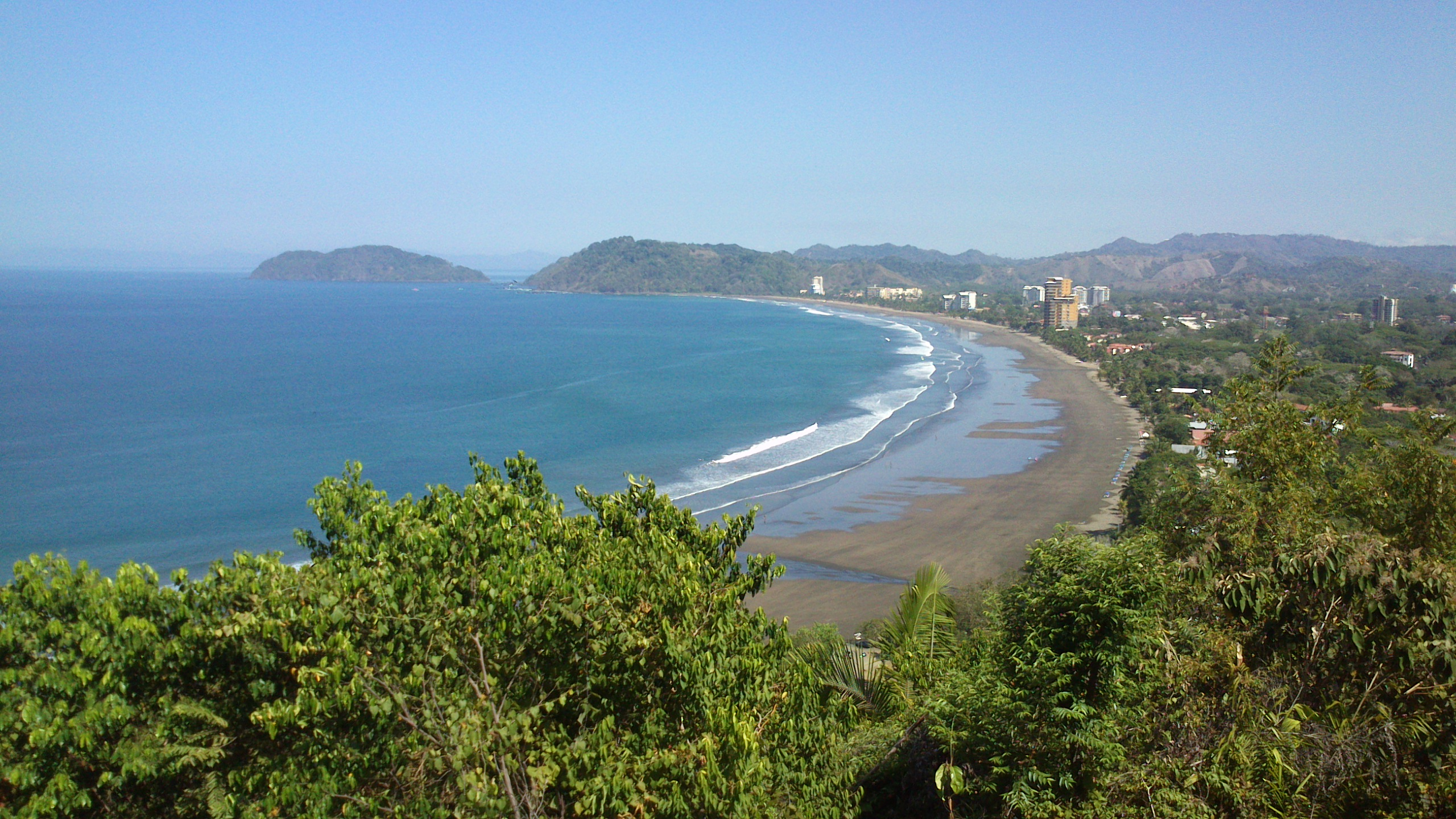
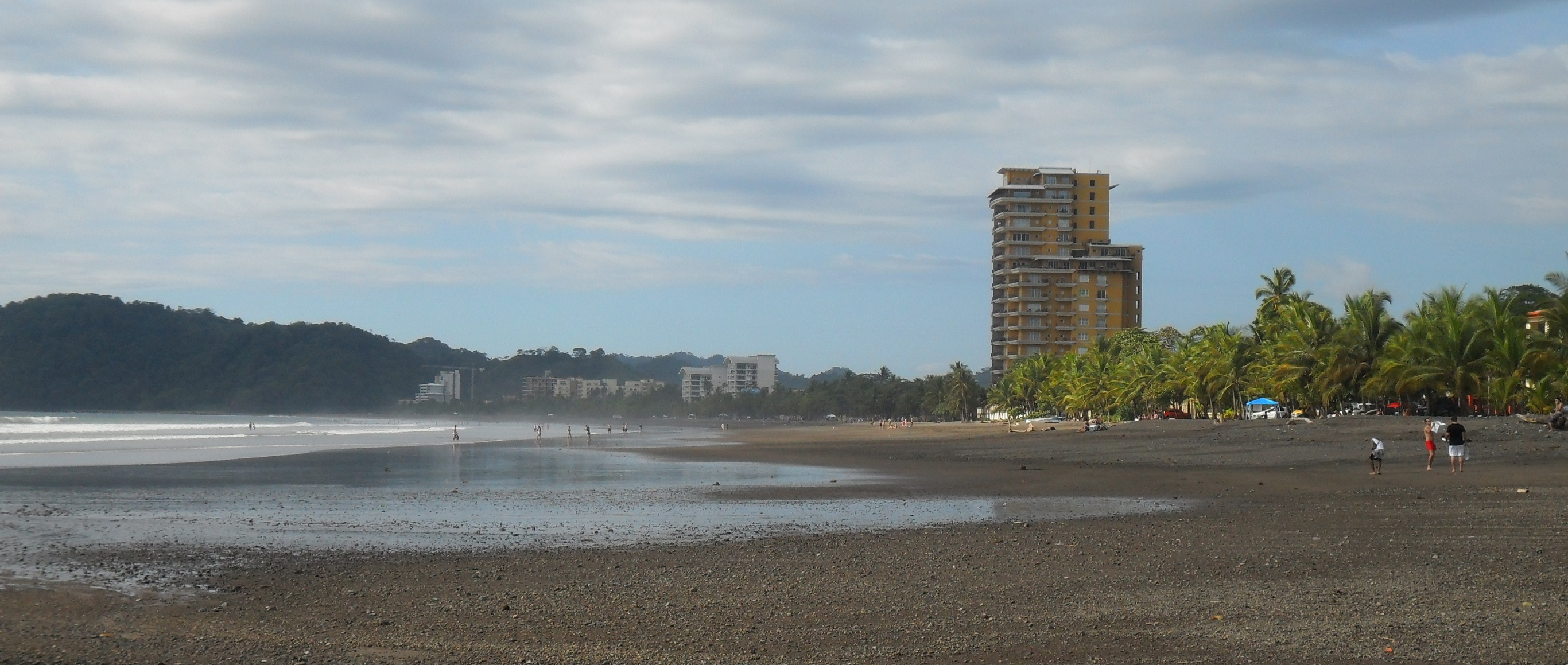
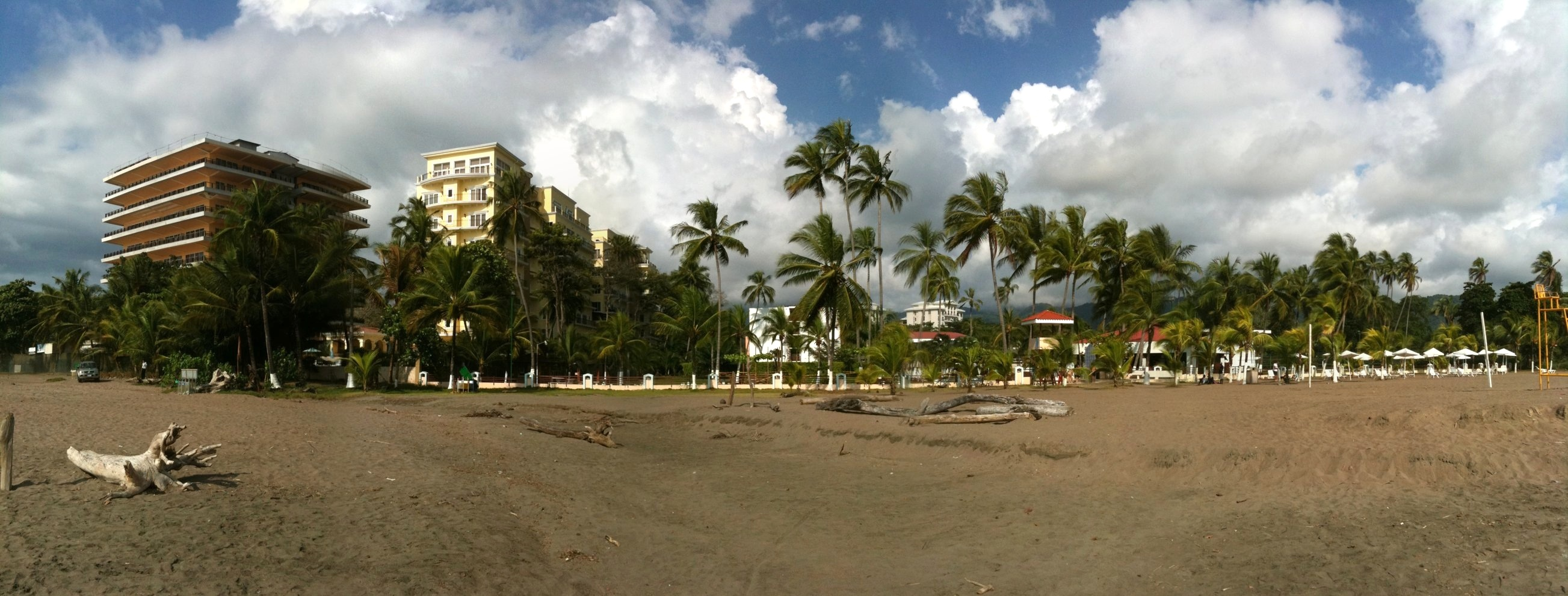

- Archivo:Villa Montana.jpg